# Tragico oriente
Tragico oriente (Behind the Rising Sun) è un film del 1943 diretto da Edward Dmytryk.
È un film guerra statunitense con Margo, Tom Neal e Robert Ryan.

## Trama
Tra padre e figlio giapponesi ci sono contrasti perché il giovane, che ha studiato in America, considera il genitore troppo tradizionalista. Quando però scoppia la seconda guerra mondiale, il ragazzo diventa un fanatico imperialista e trova la morte in combattimento. Il padre, convinto fautore della democrazia, compie seppuku.